# Бровцин, Александр Николаевич
Александр Николаевич Бровцин (13 апреля 1921, Старая Русса — 31 мая 2007, Москва) — российский военачальник, генерал-лейтенант (1967), 1-й заместитель командующего и член Военного Совета 43-й ракетной армии, лауреат Ленинской премии (1976).

## Биография
Родился 13 апреля 1921 года в городе Старая Русса Новгородской губернии.
С 1939 г. служил в РККА. Окончил Борисоглебскую авиашколу им. В. П. Чкалова (1940), Краснознаменную Военно-воздушную академию (1955), авиационный факультет Военной академии Генерального штаба (1961).
С 1940 г. инструктор-лётчик Борисоглебской авиашколы им. В. П. Чкалова. Участник войны с октября 1943 г.: стажёр командира звена, командир звена, заместитель командира и командир авиаэскадрильи 157-го истребительного авиационного полка (234-я истребительная авиационная дивизия, 6-й истребительный авиационный корпус, 16-я воздушная армия, 1-й Белорусский фронт). За время войны совершил 58 боевых вылетов и в шести воздушных боях сбил два вражеских самолёта.
В 1945—1961 гг. командир эскадрильи; заместитель командира, командир истребительного авиационного полка; заместитель командира, командир истребительной авиационной дивизии.
С 1960 года в Ракетных войсках — командир 40-й ракетной дивизии (г. Остров). В 1965—1970 гг. командир 8-го отдельного ракетного корпуса. В состав корпуса входили 4-я и 47-я ракетные дивизии, вооруженные ракетами Р-16У. При Бровцине завершилась постановка ракетных полков МКР Р-16У на боевое дежурство. Началось строительство и постановка на боевое дежурство новых ракетных комплексов ОС УР-100. К концу 1966 года 47-я ракетная дивизия полностью переходит на новую организационно-штатную структуру ОС, имея в своем составе девять полков ОС. В ноябре 1966 года первый ракетный полк заступил на боевое дежурство в 4-й ракетной дивизии.
В апреле 1962 году Бровцину присваивается звание «генерал-майор».
С 7 августа 1965 по 27 июня 1970 года — командир 8-го отдельного ракетного корпуса (г. Чита). При Бровцине завершилась постановка ракетных полков МКР Р-16У на боевое дежурство. Начались строительство и постановка на боевое дежурство новых ракетных комплексов ОС УР-100.
В 1967 году в 4 рд был сформирован 69-й отдельный ракетный полк с 2196 ртб, вооруженный твердотопливными ракетами на подвижных пусковых установках оперативно-тактического назначения ТР-1 «Темп-С» и заступивший на боевое дежурство 1 декабря 1967 года. 25 марта 1968 года полк был передан в состав Забайкальского военного округа. В последующем полк был преобразован во фронтовую ракетную бригаду.
В июне 1970 года на базе 8 ОРК было сформировано управление 53-й ракетной армии. Генерал-майор Бровцин был назначен первым заместителем командующего 43-й ракетной армии.
В 1976 году за создание и организацию серийного производства ракетного комплекса «Темп-2С» удостоен звания лауреата Ленинской премии.
С 1976 года — консультант Военной академии им. Ф. Э. Дзержинского. С 1978 года в запасе.
Умер 31 мая 2007 года в Москве; похоронен на Троекуровском кладбище, участок 7а.

## Награды
- - лауреат Ленинской премии (1976)
- орден Красного Знамени (16.06.1945)[2];
- орден Отечественной войны I степени (06.04.1985)[3];
- орден Отечественной войны II степени (11.08.1944)[4];
- орден Трудового Красного Знамени (1966)[5];
- два ордена Красной Звезды (05.11.1954[6], 29.04.1957[7]);
- орден «За службу Родине в Вооружённых Силах СССР» III степени (30.04.1975)[8];

медали в том числе:
- - «За боевые заслуги» (15.11.1950)[6];
  - «За победу над Германией в Великой Отечественной войне 1941—1945 гг.»;
  - «За взятие Берлина»;
  - «За освобождение Варшавы»;
  - «Ветеран Вооружённых Сил СССР»;
  - «За безупречную службу» 1-й степени;
  - «За Варшаву 1939—1945» (ПНР).